# Cá tuyết sông

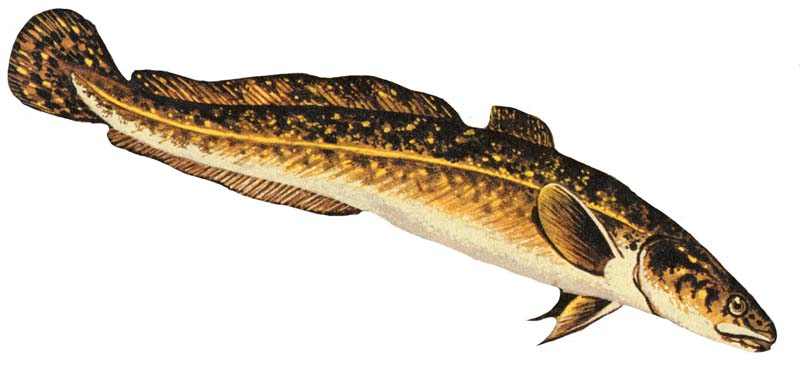
Cá tuyết sông, Lota lota

Cá tuyết sông (danh pháp hai phần: Lota lota), là một loài cá thuộc họ Cá tuyết sông. Nó là loài duy nhất của chi. Giống như nhiều loài cá tuyết khác, nó giống giữa lươn và cá trê, nó có thân như rắn nhưng có thể dễ phân biệt do có râu trên cằm.
Cá tuyết sông có phạm vi phân bố trên 40 ° B. Quần thể liên tục từ quần đảo Anh về phía đông trên khắp châu Âu và châu Á đến eo biển Bering. Về phía Bắc Mỹ, cá tuyết sông có phạm vi về phía đông từ bán đảo Seward ở Alaska New Brunswick dọc theo bờ biển Đại Tây Dương. Cá tuyết sông phổ biến nhất trong suối và hồ của Bắc Mỹ và châu Âu. Chúng khá phổ biến ở hồ Erie nhưng cũng được tìm thấy trong Ngũ Đại Hồ. Phân tích di truyền gần đây cho thấy rằng các mô hình địa lý của cá tuyết sông có thể cho thấy nhiều loài hoặc phân loài, loài này phân loại duy nhất phần nào gây hiểu lầm.